# Gornja Trnova
Gornja Trnova (cyr. Горња Трнова) – wieś w Bośni i Hercegowinie, w Republice Serbskiej, w gminie Ugljevik. W 2013 roku liczyła 284 mieszkańców.